# Weisten
Weisten is een dorp in de Luikse gemeente Burg-Reuland. Het dorp heeft 54 inwoners en is gelegen op 475 meter hoogte.
De eerste vermelding van het dorp is van 1552. In de 2e helft van de 18e eeuw zou de Heilig-Hartkapel (Herz-Jesu-Kapelle) zijn gebouwd. Een schooltje heeft bestaan van 1923-1972.
In 1936 kwam er een halteplaats aan de spoorlijn van Sankt Vith naar Libramont. In 1984 werd deze halte opgeheven.
Van 1915-1917 werd het grote dalviaduct in deze spoorlijn gebouwd, door Russische krijgsgevangenen.

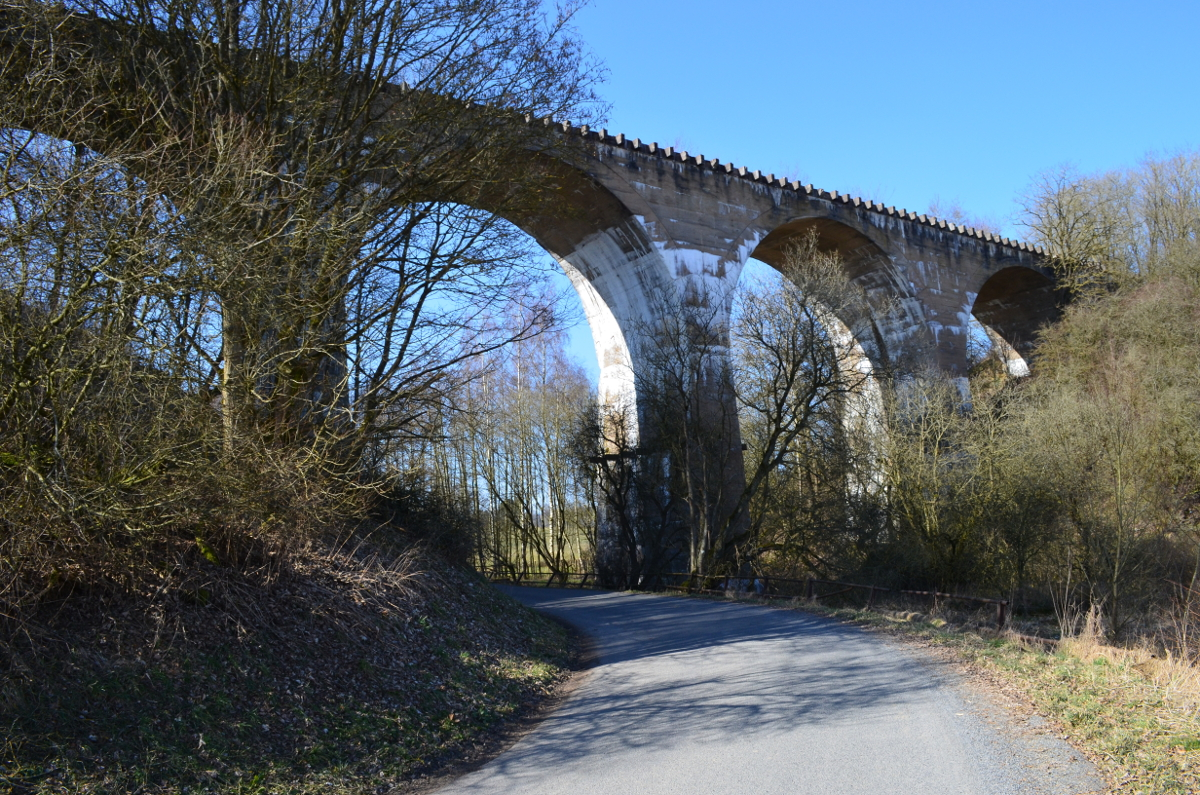
Viaduct van Weisten

## Nabijgelegen kernen
Hinderhausen, Crombach, Braunlauf, Maldingen
Deelgemeenten: Reuland · Thommen

Overige kernen: Aldringen · Alster · Auel · Bracht · Braunlauf · Diepert · Dürler · Espeler · Grüfflingen · Koller · Lascheid · Lengeler · Maldingen · Malscheid · Maspelt · Oberhausen · Oudler · Ouren · Richtenberg · Steffeshausen · Stoubach · Weidig · Weisten · Weweler

Belgische gemeenten · Duitstalige Gemeenschap · Arrondissement Verviers · Luik · Wallonië